# Скалета Супериоре (Месина)
Скалета Супериоре је насеље у Италији у округу Месина, региону Сицилија.
Према процени из 2011. у насељу је живело 225 становника. Насеље се налази на надморској висини од 141 м.